# مسجد جامع پاچیان
مسجد جامع پاچیان مربوط به دوره قاجار است و در شهرستان جعفرآباد، بخش مرکزی، روستای پاچیان واقع شده است. این اثر به همراه آب‌انبار پاچیان تحت عنوان مجموعه پاچیان در تاریخ ۲۵ اسفند ۱۳۸۰ با شماره ثبت ۵۶۷۶ به عنوان یکی از آثار ملی ایران به ثبت رسیده است.